# Гайнценбах
Гайнценбах (нім. Heinzenbach) — громада в Німеччині, розташована в землі Рейнланд-Пфальц. Входить до складу району Рейн-Гунсрюк. Складова частина об'єднання громад Кірхберг.
Площа — 3,40 км2. Населення становить 416 ос. (станом на 31 грудня 2020).